# Lundariket
Lundariket eller kungadömet Lunda var en stat i nuvarande Kongo-Kinshasa, Angola och Zambia i södra Afrika mellan omkring 1665 och 1887. Rikets kärnland var Katanga i nuvarande södra Kongo-Kinshasa och den härskande klassen var etniska lunda.
Under sin storhetstid på 1800-talet täckte riket en yta om cirka 300 000 km². När riket expanderade antog det formen av en konfederation, där erövrade riken fick behålla ett visst självstyre men måste betala skatt till centralmakten. Lundahovet hade nära kontakter med Lubariket, och de banden stärktes genom äktenskap mellan härskarfamiljerna.
Riket föll samman under Chokwes invasionskrig på 1800-talet. Chokwe hade handeldvapen och var militärt överlägsna lundastyrkorna. Centralstyret kollapsade och lokala lundaledare fick sin makt kringskuren. I slutet av 1800-talet delades det tidigare Lundariket mellan den portugisiska kolonin Angola, Fristaten Kongo (nuvarande Kongo-Kinshasa) och brittiska Nordvästrhodesia (senare Nordrhodesia, nuvarande Zambia).

## Regentlängd
Från och med Mbala I Yaav har Lundahärskarna titeln Mwaant Yaav.
Kungadömet Lunda:
- Nkonda Matit (sent 1500-tal)
- Cibind Yirung (ca 1600–ca 1630)
- Yaav I a Yirung (ca 1630–ca 1660)
- Yaav II a Nawej (ca 1660–ca 1690)

Lundariket:
- Mbala I Yaav (härskade ca 1690-ca 1720)
- Mukaz Munying Kabalond (ca 1720)
- Muteba I Kat Kateng (ca 1720–ca 1750)
- Mukaz Waranankong (ca 1750–ca 1767)
- Nawej Mufa Muchimbunj (ca 1767–ca 1775)
- Cikombe Yaava (ca 1775–ca 1800)
- Nawej II Ditend (ca 1800–1852)
- Mulaj a Namwan (1852–1857)
- Cakasekene Naweej (1857)
- Muteba II a Cikombe (1857–1873)
- Mbala II a Kamong Isot (1873–1874)
- Mbumb I Muteba Kat (1874–1883)
- Cimbindu a Kasang (1883–1884)
- Kangapu Nawej (1884–1885)
- Mudib (1885–1886)
- Mutand Mukaz (1886–1887)
- Mbala III a Kalong (1887)